# Mona Eltahawy
Mona Eltahawy (en arabe : منى الطحاوي, prononcé [ˈmonæ (ʔe)t.tˤɑˈħɑːwi]), née le 1er août 1967 à Port-Saïd (Gouvernorat de Port-Saïd) est une écrivaine, commentatrice sociale indépendante, journaliste et militante féministe égyptienne.
À la suite d'agressions sexuelles et physiques de la part des forces policières égyptiennes pendant qu'elle couvrait la révolution égyptienne de 2011, elle devient activiste féministe.
Sa façon de s'exprimer avec vigueur, appelant à faire en sorte que le patriarcat craigne les femmes et employant des expressions non policées pour rabrouer ceux qui s'attaquent à ses opinions, provoque souvent la controverse.

## Biographie
Mona Eltahawy naît à Port-Saïd dans le gouvernorat de Port-Saïd, le 1er août 1967. Fille unique de parents médecins, elle emménage avec sa famille au Royaume-Uni à l'âge de 7 ans, puis en Arabie saoudite à l'âge de 15 ans, où elle dira plus tard avoir subi un traumatisme qui l'a conduit au féminisme.
Étudiante à l'université américaine du Caire, elle est diplômée d'un baccalauréat universitaire, en 1990 et d'un master en communication de masse avec une spécialisation en journalisme, en 1992.

### Carrière
Durant les années 1990, Mona Eltahawy a été journaliste et correspondante pour l'agence de presse londonienne Reuters au Caire et à Jérusalem. Elle a notamment écrit pour The Guardian, The Washington Post, l'International New York Times et U.S. News & World Report.
En 2000, elle s'exile aux États-Unis et obtient la citoyenneté américaine, en 2011.
De 2003 à 2004, Mona Eltahawy a été rédactrice en chef de la version arabe de Women's eNews, un site web d'information indépendant à but non lucratif qui couvre la condition féminine dans du monde entier.
Elle a écrit une chronique hebdomadaire pour le quotidien panarabe Asharq al-Awsat, basé à Londres, appartenant à l'Arabie saoudite, de 2004 à 2006, avant que ses articles ne soient arrêtés par le rédacteur en chef Tariq Alhomayed pour avoir été « trop critique » à l'égard du régime égyptien.
En novembre 2011, alors qu'elle couvre les manifestations entourant la révolution égyptienne, la police anti-émeute lui casse les deux poignets et une main puis la détient pendant 12 heures,,,,.
En 2012, elle publie dans le magazine Foreign Policy une analyse de la misogynie dans le monde musulman intitulée « Pourquoi ils nous haïssent » (« Why Do They Hate Us ») et sous-titrée « La véritable guerre contre les femmes au Moyen-Orient », qui fait la couverture du numéro d'avril, dont la violence de ton, due selon Eltahawy au fait que c'était le premier texte qu'elle avait pu écrire avec ses dix doigts après les fractures subies en Égypte, suscite une controverse,,,. Le Newsweek Magazine la nomme une des « 150 femmes sans peur de 2012 », Time Magazine la range parmi les « personnalités de l'année », l'Arabian Business Magazine la nomme une des « 100 femmes arabes les plus puissantes » et la Columbia Journalism Review la classe parmi les « 20 femmes à suivre ». Elle revient sur le sujet de la misogynie moyen-orientale dans une interview remarquée que publie en 2013 le Smithsonian Magazine.
Elle publie en 2014 deux tribunes dans le New York Times sur la discrimination à l'encontre des femmes au Moyen-Orient,, après quoi elle devient une contributrice régulière de ce journal sur ce sujet. Elle développe en 2015 ses analyses, que l'artiste Emily Bowes juge éclairantes et bien documentées, dans un livre intitulé Foulards et hymens - Pourquoi le Moyen-Orient doit faire sa révolution sexuelle, où elle s'appuie sur sa propre expérience et sur des entretiens menés en vue d'un documentaire pour la BBC intitulé Women of the Arab Spring,. Elle y critique aussi bien le traditionalisme, tant masculin que féminin, que ce qu'elle estime être l'impérialisme culturel d'organisations comme l'OMS. Eltahawy vit entre Le Caire et New York.

### Engagement féministe
Mona Eltahawy prend également des positions féministes, au nom des droits des femmes dans le monde arabe et s'oppose aux mutilations génitales féminines. Son premier livre contre la misogynie dans le monde arabe Foulards et hymens - Pourquoi le Moyen-Orient doit faire sa révolution sexuelle, a été publié en mai 2015. Elle y dénonce « un mélange toxique de culture et de religion » et en particulier la diffusion de son interprétation ultraconservatrice venue d'Arabie saoudite. Le livre est la continuité d'un article qu'elle a écrit pour Foreign Policy, intitulé Pourquoi on nous déteste ?.
Parmi ses sources d'inspirations se trouve la féministe marocaine Fatima Mernissi.

### Controverse
À cause de ses positions anti-patriarcat, Mona Eltahawy provoque la controverse depuis 2012 ; elle répète avec force qu'elle souhaite que le patriarcat se mette à craindre les femmes.
En 2019, Mona Eltahawy se retrouve au cœur d'une polémique après des propos tenus sur la chaîne American Broadcasting Company. Elle y déclare vouloir « que le patriarcat craigne les femmes » et demande de s'imaginer « combien de violeurs il faudrait tuer pour que les hommes arrêtent de violer [les femmes] ». ABC a ouvert une enquête à la suite de ces propos et des réactions de téléspectateurs.
Elle est reconnue pour son impolitesse assumée et pour traiter les femmes blanches qui soutiennent le patriarcat de « lèche-bottes », et pour répondre à ceux qui croient en un féminisme poli d'aller jouer ailleurs, ainsi que  « va jouer ailleurs, minet » (fuck off, kitten) aux hommes qui lui demandent de changer d'attitude sur Twitter où elle a plus de 300 000 abonnés.

## Citations
« À toutes les filles du Moyen-Orient et d'Afrique du Nord : soyez impudiques, soyez rebelles, désobéissez, et sachez que vous méritez d'être libre. »
— Mona Eltahawy dans son livre Foulards et hymens - Pourquoi le Moyen-Orient doit faire sa révolution sexuelle.
« Nommez-moi un pays arabe et je vais vous réciter une litanie de violations alimentées par un mélange toxique de la culture et de la religion que peu semblent disposés ou en mesure de démêler de peur qu'ils blasphèment ou offensent. »
— Mona Eltahawy dans un article de Foreign Policy daté du 23 avril 2012.

## Prix et récompenses
- 2006 : Lauréate du Prix de pointe par la Next Century Foundation[36].
- 2009 : Lauréate du Prix Samir Kassir pour la liberté de la presse[37].
- 2010 : Lauréate du Prix de la Fondation Anna Lindh en 2010[38].
- 2012 : 258e personnalité classée parmi les « 500 personnes du monde arabe les plus influentes au monde » (Arabian Business Power 500 The World's Most Influential Arabs) par le magazine CEO Middle East[39].
- 2013 : 30e personnalité considérée comme l’une des « 100 femmes arabes les plus influentes du monde » (The World's 100 Most Powerful Arab Women) par le magazine CEO Middle East[40].
- 2015 : 62e personnalité considérée comme l’une des « 100 femmes arabes les plus influentes du monde » (The World's 100 Most Powerful Arab Women) par le magazine CEO Middle East[41].
- 2019 : 54e personnalité classée parmi les « 100 des africains les plus influents » (The 100 Most Influential Africans)[42].
- 2020 : Lauréate du Prix Global Vanguard.

### Sources et bibliographie

#### Essais en langue étrangère
- (en) Mona Eltahawy, Headscarves and hymens : Why the Middle East Needs a Sexual Revolution, Farrar, Straus and Giroux, 2015, 240 p. (ISBN 978-0865478039)

- (en) Mona Eltahawy, The seven necessary sins for women and girls, Beacon Press, 2019, 202 p. (ISBN 978-0807013816)